# Csengery Judit
Csengery Judit névvariáns: Csengeri Judit (Budapest, 1929. október 7. – Budapest, 2011. április 14.) magyar színésznő, előadóművész.

## Életpályája
Budapesten született, 1929. október 7-én. Konzervatóriumot és Színiakadémiát végzett színésznő. Bemondóként dolgozott a rádióban, majd a Magyar Rádió színtársulatának, a Vígszínháznak, a Vidám Színpadnak, és az Állami Déryné Színháznak volt tagja. Előadóművészként és műsorvezetőként is gyakran szerepelt versműsorokban bel- és külföldön egyaránt. A Rátkai Klubban, a Nőakadémia című műsorsorozat háziasszonyaként rendszeresen ismert női közéleti személyiségekkel, művészekkel beszélgetett. Népszerű hangjátéksorozata volt a rádióban az Egy órában egy élet című műsor, melyet később könyv alakban is kiadtak. Íróként művészéletrajzai jelentek meg. (Greta Garbo, Judy Garland és Liza Minnelli). Zipernovszky Judit néven megjelent könyvei: Csodatévő Szent Filuména, Neked is van őrangyalod. 2011-ben hunyt el.

## Fontosabb színházi szerepeiből
- Molière: Tartuffe... Dorine
- Jacques Deval: A francia szobalány... Françoise
- George Bernard Shaw: Sosem lehet tudni... Dolly
- Lehár Ferenc: A víg özvegy... Praskovia, Prisics felesége
- Kovács Dénes–Nádassy László–Vajda Albert: Címe: ismeretlen... kalauznő
- Jurij Szergejevics Miljutyin–Vajda István–Romhányi József: Szibériai rapszódia... orvosnő
- Anton Szemjonovics Makarenko: Az új ember kovácsa... Maruszja
- Tréfa az egész (Fővárosi Kis Színpad, a Vidám Színpad Kamaraszínháza) Karinthy Frigyes: Marianne három szíve... szereplő

## Televíziós, filmes szerepei
- Veréb utcai csata (1959)
- Nász a hegyen (1974)

## Szinkron szerepei
| Év   | Cím                                       | Szereplő              | Színész         | Szinkron év |
| ---- | ----------------------------------------- | --------------------- | --------------- | ----------- |
| 1954 | Papa, mama, ő meg én (1. magyar szinkron) | Catherine Langlois, Ő | Nicole Courcel  | 1955        |
| 1955 | Az Anya                                   | Szófia Ivanovna       | Lilija Gricenko | 1956        |

## Könyvei
- Greta Garbo ISBN 9633306329
- Judy és Liza ISBN 9633306795
- Egy órában egy élet ISBN 963-8065-01-X